# ميشال تومسون
ميشال تومسون (بالإنجليزية: Mychal Thompson)‏ مواليد 30 يناير 1956 في ناساو، هو لاعب كرة سلة بهامي سابق بدأ مسيرته الاحترافية في سنة 1978. تم اختياره من قبل فريق بورتلاند ترايل بلايزرز خلال الدرافت. يبلغ طوله 3 قدم 10 بوصة (1.2 م). اعتزل اللعب في 1992. فاز بلقب دوري إن بي إيه. أحرز خلال مسيرته في الإن بي إيه 12810 نقطة بمعدل 13.7 نقطة في المباراة الواحدة.

## المسيرة الاحترافية
لعب مع بورتلاند ترايل بلايزرز من سنة 1978 إلى 1986، ثم لعب مع سان أنطونيو سبرز في موسم 1986–1987، ثم لعب مع لوس أنجلوس ليكرز من سنة 1986 إلى 1991، ثم لعب مع يوفي كازيرتا باسكت في الدوري الإيطالي في موسم 1991–1992.

## روابط خارجية
- ميشال تومسون على موقع إن بي أي (الإنجليزية)
- ميشال تومسون على موقع سبورتس رفرنس (الإنجليزية)
- ميشال تومسون على موقع كلية كرة السلة في سبورتس رفرنس.كوم (الإنجليزية)
- ميشال تومسون على موقع ريلجم (الإنجليزية)
- ميشال تومسون على موقع بروبوليرز (الإنجليزية)